# Aeropuerto Internacional Osmani
El Aeropuerto Internacional Osmani (en bengalí: ওসমানী আন্তর্জাতিক বিমানবন্দর, romanizado: Osmānī Antôrjatik Bimanbôndôr) (IATA: ZYL, OACI: VGSY) se encuentra a cinco millas al sureste de Sylhet en Bangladés y opera como el tercer aeropuerto internacional del país. El aeropuerto está gestionado por la Dirección de Aviación Civil de Bangladés (CAAB) y tiene vuelos de Biman Bangladés Airlines, la aerolínea de bandera, GMG Airlines, la primera aerolínea privada de Bangladés, United Airways (Bangladés) y Royal Bengal Airline, que efectúan vuelos de cabotaje en Bangladés.
La gran mayoría de usuarios del aeropuerto son Bangladésis expatriados y sus descendientes de la División de Sylhet que viven en el Reino Unido.

## Historia
El Aeropuerto Internacional Osmani fue construido durante la regla británica del subcontinente indio, principalmente para repeler la agresión japonesa de Burma.
El aeropuerto fue anteriormente conocido como Aeropuerto Civil de Sylhet pero fue rebautizado en honor del General M A G Osmani, un héroe de guerra de la Independencia Bangladési. El General Osmani había nacido en Sylhet en 1918 y sirvió como Comandante Supremo de la Mukti Bahini (Fuerza de liberación) y de las Fuerzas Armadas de Bangladés durante la Guerra de Liberación de Bangladés.

## Expansión
El aeropuerto contaba inicialmente con vuelos de cabotaje desde el Aeropuerto Internacional Zia de la aerolínea de bandera Biman Bangladés Airlines. Tras muchos años de incrementos de pasajeros, la limitada ampliación dejó imposible la operación de aviones medianos, como el Airbus A310 utilizado por Biman. Los trabajos de ampliación quedaron concluidos en octubre de 2002 y el aeropuerto recibió la distinción dada por el gobierno de aeropuerto internacional.
El 3 de noviembre de 2002, el aeropuerto acogió el aterrizaje de su primer vuelo internacional. El vuelo BG020 desde Kuwait vía Abu Dhabi aterrizó a las 10:05 con 215 pasajeros con destino a Daca. Durante un periodo corto de tiempo, Biman también operó un vuelo directo desde Londres pero fue más tarde reestructurado pasando por Daca.
Las ampliaciones adicionales de la pista y mejoras en el sistema de iluminación e instalaciones del aeropuerto fueron iniciadas en 2004 para posibilitar el aterrizaje y despegue de aviones de fuselaje ancho en el aeropuerto.
Resulta interesante resaltar que aún a pesar de todas las ampliaciones previas, ningún otro avión de fuselaje ancho (aparte de los Airbus operados por Biman) ha aterrizado en el aeropuerto.
Nuevos trabajos comenzaron en 2006 para mejorar la terminal y poder atender los vuelos internacionales. Las mejoras incluyen la construcción de una nueva terminal, dos puestos de estacionamiento y una calle de rodadura. En mayo de 2007, se anunció que los trabajos estarían concluidos en junio de 2007. También se confirmó que Biman efectuaría vuelos Hajj directamente desde el aeropuerto durante este periodo a finales de 2007. Sin embargo, la ampliación de pista no estaba concluida en junio y los medios extranjeros indicaron en agosto que quedaban "pequeños detalles" todavía. Los trabajos quedaron totalmente concluidos en diciembre de 2008.

## Aerolíneas y destinos
Se ofrecía servicio a las siguientes ciudades en octubre de 2019:
| Ciudades por países    | Nombre del aeropuerto                     | Aerolíneas                                               |      |      |      |
| Asia                   | Asia                                      | Asia                                                     | Asia | Asia | Asia |
| ---------------------- | ----------------------------------------- | -------------------------------------------------------- | ---- | ---- | ---- |
| Arabia Saudita         |                                           |                                                          |      |      |      |
| Yeda                   | Aeropuerto Internacional Rey Abdulaziz    | Biman Bangladesh Airlines                                |      |      |      |
| Bangladés              |                                           |                                                          |      |      |      |
| Daca                   | Aeropuerto Internacional Hazrat Shahjalal | Biman Bangladesh Airlines / Novoair / US-Bangla Airlines |      |      |      |
| Emiratos Árabes Unidos |                                           |                                                          |      |      |      |
| Abu Dabi               | Aeropuerto Internacional de Abu Dabi      | Biman Bangladesh Airlines                                |      |      |      |
| Dubái                  | Aeropuerto Internacional de Dubái         | Biman Bangladesh Airlines                                |      |      |      |
| Omán                   |                                           |                                                          |      |      |      |
| Mascate                | Aeropuerto Internacional de Mascate       | Biman Bangladesh Airlines                                |      |      |      |
| Catar                  |                                           |                                                          |      |      |      |
| Doha                   | Aeropuerto Internacional Hamad            | Biman Bangladesh Airlines                                |      |      |      |
| Europa                 |                                           |                                                          |      |      |      |
| Reino Unido            |                                           |                                                          |      |      |      |
| Londres                | Aeropuerto de Londres-Heathrow            | Biman Bangladesh Airlines                                |      |      |      |
| Mánchester             | Aeropuerto de Mánchester                  | Biman Bangladesh Airlines                                |      |      |      |

## Estadísticas
Ver fuente y consulta Wikidata.